# Nižni Tagil
Nižni Tagil (rusko: Нижний Тагил, IPA: [ˈnʲiʐnʲɪj tɐˈgʲil]) je mesto v Sverdlovski oblasti v Rusiji, 25 km vzhodno od meje med Evropo in Azijo. Leta 2021 je imelo 338.966 prebivalcev.

## Zgodovina
Zgodovina Nižnega Tagila sega v sredino 16. stoletja, ko je plemiška rodbina Stroganovi prejela pravico do zemljišč v porečjih rek Kame in Čusove. Leta 1579 so ustanovili prvo naselbino, Utkinsko slobodo ob izlivu reke Utke v Čusovo. Prva ruska vas na območju Tagila, Fatejevo, je bila ustanovljena leta 1665.
Leta 1696 so po ukazu carja Petra Velikega odprli Visokogorski kamnolom železove rude. Za iskanje železove in magnetne rude so določili vojvodo Dmitrija Protasjeva. Nahajališča so bila zelo bogata in so vključevala rudne žile čistega magnetnega železa. Okoliška pokrajina je zagotavljala vse potrebno za uspešno in produktivno rudarjenje in taljenje – reke za transport, gozdove za gorivo in primerno podnebje. Več let pozneje je car v Rusiji vpeljal posebno upravo za rudarjenje.
V naslednjih desetletjih se je mesto razvilo v eno zgodnjih središč ruske industrializacije in je bilo velik proizvajalec litega železa in jekla. V mestu Nižni Tagil je tovarna Uralvagonzavod, znana po proizvodnji sovjetskih tankov, vključno s slavnim T-34; skoraj vsak drugi T-34 je bil proizveden v Nižnem Tagilu.
Prva ruska parna lokomotiva je bila zgrajena v kraju leta 1833.
1. februarja 1971 je bilo mesto odlikovano z redom rdeče delavske zastave.
Danes je mesto industrijski center srednjega Urala. V mestu so razvite energetsko potratne panoge, kot so železarstvo, inženiring, kemija in obdelovanje kovin.
- Prva ruska lokomotiva
- Spomenik tanku T-72 v kraju njegove proizvodnje, Nižnem Tagilu